# Museo Jacobo Borges
El Museo Jacobo Borges es un museo ubicado al oeste de la ciudad de Caracas, dentro de los recintos del Parque Alí Primera. Debe su nombre al artista plástico venezolano Jacobo Borges.

## Historia
En 2005, a diez años de su inauguración, el museo pasó ser parte de la Fundación Museos Nacionales, ente público adscrito al Ministerio de Cultura de Venezuela, con el objetivo de la preservación del patrimonio artístico en responsabilidad del estado.